# Mongolia en los Juegos Paralímpicos de Pekín 2022
Mongolia estuvo representada en los Juegos Paralímpicos de Pekín 2022 por tres deportistas masculinos. El equipo paralímpico mongol no obtuvo ninguna medalla en estos Juegos.